# Alan Wake II
Az Alan Wake II 2023-as survival horror videójáték, melyet a finn Remedy Entertainment készített, és az Epic Games adott ki. A 2010-es Alan Wake folytatása Alan Wake bestseller írót mutatja be, aki 13 éve egy alternatív dimenzióban rekedt, és úgy próbál megszabadulni, hogy ír egy horrortörténetet, melynek főszereplője Saga Anderson, az FBI különleges ügynöke,
PlayStation 5-re, Windowsra és Xbox Series X/S-re adták ki 2023. október 27-én. A kritikusok kedvező véleménnyel voltak róla, több Game of the Year díjjal jutalmazták. 2024 februárjáig több mint 1,3 millió példányban kelt el, ezzel a Remedy leggyorsabban fogyó játéka lett.

## Játékmenet
A játékos Wake és Anderson bőrébe bújva különféle fegyverekkel és elemlámpával védi magát az ellenséggel szemben – az elemlámpa fókuszált fénye sebezhetővé teszi célpontját a puskagolyóra, ami viszont meríti az elemet, így a játékos ezzel is ugyanúgy kénytelen gazdálkodni, mint lőszerével.
Az Alan Wake II nyomozós elemeket tartalmaz: Saga bőrébe bújva a játékos képes belépni a gondolatait leképző Elmetér (Mind Place) fantázianevű 3D menübe. Itt egy táblán kötheti össze a nyomokat és rakhatja össze a történetet, profilalkotást gyakorolhat a karaktereken és bizonyítékokat gyűjthet. Alanként ezt a Dolgozószobában (Writer’s Room) tesszük, ahol az általa írt könyv vázlata található, és a cselekményhez való hozzáadással és annak változtatásával manipulálható az Alant körülvevő tér. Az Elmetérben vagy Dolgozószobában töltött idő nem állítja meg a külvilág eseményeit.
A játék visszatérő eleme a jövőt előrevetítő kéziratlapok felfedezése.

## Történet
A nyitójelenetben Alant látjuk monologizálni, világító lukkal a homlokán, majd egy meztelen férfi bukkan fel a Cauldron-tó sötét partján, akit rövidesen elkapnak és egy szertartás keretében meggyilkolnak.
Az FBI különleges ügynökét, Saga Andersont és társát, Alex Casey-t Bright Fallsba hívják nyomozni, a Cult of the Tree szekta után, akiknek legfrissebb áldozata egy meztelen férfi – Robert Nightingale, volt FBI ügynök. Saga a helyszínen egy különös kéziratlapot is talál, mely látszólag megjósolja a jövőt. Átmennek a rendőrőrsre, felboncolni Nightingale holttestét, mely életre kel, megtámadja őket, majd elmenekül. Saga utánaered az Átfedésbe (Overlap), a valóság és Sötét hely határára, és végez vele. A Cauldron-tó partján megtalálja Alan Wake-et, aki egy veszélyes alakra hívja fel figyelmét – ő volna Mr. Scratch, Alan kiköpött mása. Saga és Casey visszaviszik a városba, ahol elmeséli, hogy szabadult ki a Sötét helyről.
Alan egy különös, „In Between with Mr. Door” nevű talk showban találja magát, New York egy alternatív verziójában. Innen kijutva, az utcán belebotlik könyveinek főhősébe, Alex Casey-be, aki maga is írt egy könyvet, Beavatás (Initiation) címmel, 2013-as, New York-i szektás gyilkosságokról folytatott nyomozásáról. Találkozik Thomas Zane-nel is, aki elvezeti őt a gyilkosságok helyszínére, valamint Sagával is összefut az Átfedésben, és videobeszámolókat talál feleségétől, Alice-től, melyekben Alice egy Alan hasonmás zaklatásairól számol be. Alan többször is meghal, és minden egyes alkalommal Mr. Door stúdiójában tér magához, ahonnan a gyilkosságok helyszínére jut, majd Alice lakására, és így tovább.
Idővel megírja a Cult of the Tree nyomozásról szóló Visszatérést (Return), azonban rájön, hogy valaki (feltehetőleg Mr. Scratch) átszerkesztette azt horrorrá. Alan figyelmezteti Sagát, hogy Scratchnek a kapcsolóra (Clicker) fáj a foga, ami felerősíti a Sötét hely valóságtorzító erejét, de ellene is használható. Mivel az egyik kéziratlap említi, hogy a szektánál van a kapcsoló, Saga nyomukba ered. Közben kiderül, hogy a Visszatérésben múltját is átírták úgy, hogy lánya, Logan egy baleset következtében megfulladjon. A kapcsolót megszerzi, csakhogy közben az FBC foglyul ejti Alant és a szekta vezetőit, Ilmo és Jaakko Koskelát.
Saga felkeresi Odin és Tor Andersont, akikről kiderül, hogy nagyapja és nagyapjának testvére, akiktől látói képességét is örökölte. Visszatér Bright Fallsba átadni a kapcsolót Alannek, a Koskela fivérek azonban figyelmeztetik, hogy Alan bőrébe szörnyeteg bújt, aki meg is öli Jaakko Koskelát, Sagát pedig megtámadja, de az FBC lámpáival sikerül megállítania. A gyászoló Ilmo Koskela meséli el neki, hogy a szekta egyetlen célja az volt, hogy megvédje Bright Fallst a tóból kimászó elragadottaktól, akiket hatalmába kerített a sötétség. Saga, Casey, Estevez, Odin és Tor megkísérlik kiszabadítani Alant a Sötét helyről, a kapcsolóval és az Old Gods of Asgard egy új számával.
Mindeközben, a Sötét helyen Alan hívást kap saját magától, a jövőből. Itt közli, azzal, hogy folyton próbálja magát kiírni a Sötét helyről, csak állandó körforgásba sodorja magát. Mikor utoljára látogat el Alice lakására, kiderül, hogy a zaklatás miatt a nő öngyilkos lett. Alan dühében megöli a Scratchnek vélt múltbéli Alant, aki a Visszatérést szerkesztette, és megidézte a körforgást. Leesik neki, hogy Scratch nem is létezik, és ő felel Alice haláláért, magába roskad és hagyja, hogy a sötétség ismét átvegye felette hatalmát. Az idézés visszarántja őt a valóságba, de az időtorzulás miatt egy korábbi pontra, ahol már benne lakozik a sötétség. A szertartás után a hatás alatt álló Alan megtámadja Sagát, akinek sikerül testéből kiűznie a sötétséget, csakhogy az átszáll Casey-be, aki ellopja a kapcsolót és belöki Sagát a Sötét helyre.
Alan Bright Fallsba visszatérve konstatálja, hogy a hely rémálommá változott. Megkeresi dolgozószobáját, és új befejezést ír könyvéhez. Saga Mr. Door és Alice segítségével navigál a Sötét helyen, megszerzi a kapcsolót, valamint a fénygolyót (Bullet of Light), és visszatér Alanhez, átírni történetét úgy, hogy Casey és Logan megmeneküljenek.
A kapcsolóval és friss befejezéssel Saga képes kiűzni a sötétséget Casey-ből, ami újra Alanbe száll. Saga lelövi a fénygolyóval, és látszólag meg is öli, ezzel elpusztítva a sötétséget. Mikor a golyó áthalad rajta, Alan egy pillanatra megvilágosodik – mivel a történet folyamatosan ismétlődik, vissza fog térni az elejére, belső monológja pedig összefolyik a játék elején mondottakkal. Miközben Casey magához tér, Saga felhívja Logant, a jelenet viszont véget ér, mielőtt felvennék a telefont.
A vége főcím után Alice-től látunk egy felvételt, melyben elárulja, nem lett öngyilkos, csak a Sötét helyen segít Sagának és Alannek, akinek folytatnia kell a „rombolást”, hogy „felemelkedjen”. Alan, a lövés után magához térve megállapítja, hogy nem is örök körforgásban ragadt, ez valójában egy spirál.
New Game Plus módban, a The Final Draft alternatív befejezésében a spirál végére ér a játékos. Mikor átnyújtja Sagának az átírt Visszatérést, Alan rájön, hogy a sötétség abból a sötétségből született és befolyásolta egész életében, amit koponyájából kilőtt a fénygolyó. A Visszatérés megírásával ezt feloldja, a sötétség azonban megmarad, mivel Alannek hiányzik énjének az a része, melynek Alice-hez volt köze. Mikor tudatosul benne, hogy Alice-szel továbbra is kapcsolatban áll írásain és a nő fotóin keresztül, a fénygolyónak sikerül végleg elpusztítania a sötétséget és véget vetnie a körforgásnak. Logan felveszi Saga hívását, Alan pedig magához tér, és többé nem kell elölről kezdenie történetét. Köszönetet mond Alice-nek, majd nem csak kettő, hanem számos világ urának kiáltja ki magát.

## Fejlesztés

### Előkészítés
A Remedy 2010-ben adta ki az Alan Wake-et, amit – a Max Payne-ből tanulva – úgy írtak meg, hogy további részeket lehessen hozzáfűzni, így már a megjelenést követően elkezdtek agyalni a folytatáson, melyben továbbra is Alan Wake lett volna a főhős, ám a mellékszereplőket, mint például Wake barátját, Barry Wheelert és a seriff Sarah Breakert is részletesebben bemutatta volna. A stúdió le is gyártotta az Alan Wake II prototípusát, hogy kiadóknál házalhassanak vele – az Alan Wake folytatása lett volna, újfajta ellenségekkel és játékmechanikával, például át lehetett volna írni a valóságot. A Microsoft Studiosnak is megmutatták, akiket akkoriban nem érdekelt, s inkább egy új játék fejlesztésével bízták meg őket; ebből lett a 2016-os Quantum Break. Számos Alan Wake utalást tartalmaz, köztük egy élőszereplős rövidfilmet, Alan Wake: Return címmel, melyben két FBI ügynök – egyikőjük Alex Casey – nyomoznak Wake eltűnése miatt. Az Alan Wake II-höz készült elképzeléseket beleépítették az American Nightmare DLC-be. A stúdió vezetője, Tero Virtala közölte, hogy a további Alan Wake folytatások megjelenéséhez a Microsoft Studios beleegyezéséhez lesz szükségük, ugyanis övék a forgalmazói jog, bár a szerzői jogokat a Remedy megtarthatta.
A Quantum Break bejelentésekor Sam Lake közölte, hogy halasztják az Alan Wake folytatását, mivel nem volt elég nyereséges a játék ahhoz, hogy elegendő támogatást szerezzenek a folytatás elkészítéséhez. Thomas Puha, kommunikációs igazgató 2019 áprilisában elárulta, hogy a Remedy két évvel korábban dolgozott egy darabig újabb Alan Wake játékon, de nem jött össze, amit szerettek volna, a cég pedig más projekteket fejleszt a következő pár évben, köztük a Controlt, illetve a Smilegate CrossfireX-ét, valamint egy meg nem nevezett, új játékot. Puha elmondása szerint Alan Wake folytatáson „idő, pénz és erőforrás hiányában” képtelenek dolgozni. Ennek ellenére Lake tovább agyalt a folytatáson, melyet belső körökben „Project Big Fish” néven emlegettek, jelezve ezzel annak házon belüli jelentőségét. A Control második DLC-jében feltűnik Alan Wake. A Remedy szerint a Controllal létrehoztak egy olyan univerzumot (Remedy Connected Universe), amibe beletartozik a Control, Alan Wake, és a következő játék is, amin a stúdió dolgozik.
A stúdió 2019 júliusában visszaszerezte a Microsofttól az Alan Wake jogait, ami mellé kaptak egy 2,5 millió eurós szerzői jogdíj kifizetést, mely segített őket elindítani a folytatás elkészítésének útján. 2021-ben aláírtak egy szerződést két játékra az Epic Games-szel, melynek keretében 2021 októberében kiadták az Alan Wake Remastered-et, a másik, nagyobb játékot, az Alan Wake II-t pedig a 2021-es Game Awards-on jelentették be. A stúdió kommunikációs igazgatója, Thomas Puha elmondta, hogy szabad kezet kaptak az Epictől, kizárólag építő jellegű kritikával látták el őket.

### Gyártás
A Remedy 2019 augusztusában kezdett dolgozni az Alan Wake II-n, amiről Sam Lake elárulta, hogy a stúdió saját motorjában, a Northlightban készül, melyet már a Quantum Breakhez és Controlhoz is használtak, valamint hozzátette, hogy survival horror műfajú lesz, az eredeti játékkal ellentétben, ami inkább volt „akciójáték, horror elemekkel,” és szükségtelen lesz a játékosoknak végigjátszani az előzőeket ahhoz, hogy megértsék. A folytatás olyan művekből merített inspirációt, mint a Twin Peaks, a Hetedik, A bárányok hallgatnak, a True Detective – A törvény nevében vagy a Minden, mindenhol, mindenkor.
A Remedy megerősítette, hogy ez a játék is TPP lesz, annak ellenére, hogy survival horror műfajra váltanak, és Ilkka Villi valamint Matthew Porretta is visszatérnek eljátszani Alant. A további szereplők közt találjuk Melanie Liburdöt, aki Saga Andersont alakítja, David Harewood Mr. Door, James McCaffrey és Lake pedig Alex Casey-t játsszák. A játékban továbbá a Controlból ismert karakterek is felbukkannak, köztük Jesse Faden (Courtney Hope), Dr. Darling (Porretta) és a titokzatos gondnok, Ahti (Martti Suosalo).
Alan történetében helyt kapott egy „Initiation 4” vagy „We Sing” nevű küldetés, amiben Alan egy szürreális szetben mozog, miközben Mr. Door és a többiek a „Herald of Darkness” musicalt adják elő, élőszereplős videóban, és foglalják össze Alan addigi történetét, a Poets of the Fall zenéjére (akik a fiktív The Old Gods of Asgard zenekarként tűnnek fel a játékban). Lake elmondása szerint a musical ötletét Alan Wake koncertes harca és a Control labirintusa inspirálták – mindkettőhöz a Poets of the Fall írt zenét. Lake emellett tudta, hogy Porretta (Wake) és Harewood (Mr. Door) tudnak énekelni, a Poets of the Fall pedig segíthet a koreográfiában. A fejlesztők többször is megkérdőjelezték a musical betét szükségességét, mivel szerintük nem feltétlen passzolt a horror műfajba, illetve nehéz is volt megoldani, de Lake ragaszkodott hozzá. A számot élőben előadta a 2023-as Game Awards-on a Poets of the Fall, Villi, Porretta, Harewood és Lake.
A játékot összesen 13 évig fejlesztették. Egy interjúban Sam Lake elmondta, hogy a folytatásban számos karakter és helyszín jelenik meg az eredeti játékból, valamint a természetfeletti történetet folytatják.
Összköltségvetése 70 millió Euró volt, melyből 50 ment fejlesztésre és 20 marketingre. Ezzel Finnország történetének legdrágább kulturális projektjévé vált.

## Zene
A játékhoz Petri Alanko által írt zenét az Epic Games és a Laced Records adták ki közösen, 2024. május 14-én, az első Alan Wake megjelenésének 14. évfordulóján (melynek zenéjét szintén Alanko szerezte).

## Megjelenés
A Remedy 2023 májusában azt mondta, hogy az Alan Wake II kizárólag digitálisan jelenik meg, később viszont úgy döntöttek, hogy 2024-ben fizikai formátumban is elérhető lesz a játék.
Eredetileg 2023. október 17-re tervezték a megjelenést, amit a stúdió 10 nappal eltolt, így végül október 27-én jött ki, hogy ne essen egybe más AAA játékok megjelenésével.

### Marketing
A Fortnite-ba bekerült egy Alan Wake skin, a Fortnitemares 2023 esemény keretében, valamint az első Alan Wake történet újramesélése is elérhető volt a Fortnite Creative-ben, pár héttel a megjelenés előtt.
2023. október 10. és november 13. közt az új Nvidia GeForce RTX 40 series videokártyák mellé kaptak a vásárlók egy kópiát a játékból.
2024 januárjában Alan Wake-et hozzáadták a Dead by Daylight-hoz, Saga Anderson, Rose Marigold és Mr. Scratch skinekkel egyetemben.

### DLC
A „Night Springs” névre hallgató, első DLC 2024. június 8-án jelent meg. Három epizódjában, a Remedy univerzum karaktereit navigáljuk Bright Fallsban – a „Number One Fanben" a pincérnő Rose-t, az „Actorben” Shawn Ashmore-t (aki Tim Breaker seriffet játssza), a „Siblingben” pedig a Controlból ismert Jesse Fadent.
A második DLC, „The Lake House” 2024. október 22-én jelent meg.

## Fogadtatás
Az Alan Wake II pozitív fogadtatásban részesült, a Metacritic szerint az Xbox Series X verzió kifejezetten közkedveltté vált.
Andrew Farrell, a PCGamesN-től 10/9 pontot adott a játékra, mondván, "az Alan Wake II egy csoda, intenzív játékmenettel, csavaros, sötét történettel, és több talánnyal és meglepetéssel, mint amit bárki el tudna képzelni. Túlteljesített a Remedy, hihetetlen élményt sikerült alkotniuk."
Felkerült a Time 2023-as top 10-es videojátéklistájára is.

### Eladások
2023 végéig az Alan Wake II-ből több mint egymillió egységet adtak el, ami 2024. februárjára már elérte az 1,3 milliót. Ezzel az AWII lett a Remedy leggyorsabban fogyó játéka, háromszor annyi kelt el belőle az első hónapban, mint a Controlból négy hónap alatt.

### Díjak
| Dátum | Díj                                | Kategória                                                                        | Eredmény  | Ref.          |
| ----- | ---------------------------------- | -------------------------------------------------------------------------------- | --------- | ------------- |
| 2023  | Golden Joystick Awards             | Kritikusok díja                                                                  | Elnyerte  | [ 46 ] [ 47 ] |
| 2023  | Golden Joystick Awards             | Legjobb trailer (The Dark Place Gameplay)                                        | Jelölve   | [ 46 ] [ 47 ] |
| 2023  | Golden Joystick Awards             | Legjobb főszereplő (Ilkka Villi / Matthew Porretta)                              | Jelölve   | [ 46 ] [ 47 ] |
| 2023  | Golden Joystick Awards             | Legjobb főszereplő (Melanie Liburd)                                              | Jelölve   | [ 46 ] [ 47 ] |
| 2023  | Golden Joystick Awards             | Az év játéka                                                                     | Jelölve   | [ 46 ] [ 47 ] |
| 2023  | The Game Awards 2023               | Az év játéka                                                                     | Jelölve   | [ 48 ]        |
| 2023  | The Game Awards 2023               | Legjobb rendezés                                                                 | Elnyerte  | [ 48 ]        |
| 2023  | The Game Awards 2023               | Legjobb narratíva                                                                | Elnyerte  | [ 48 ]        |
| 2023  | The Game Awards 2023               | Legjobb art direction                                                            | Elnyerte  | [ 48 ]        |
| 2023  | The Game Awards 2023               | Legjobb zene (Petri Alanko)                                                      | Jelölve   | [ 48 ]        |
| 2023  | The Game Awards 2023               | Legjobb audio design                                                             | Jelölve   | [ 48 ]        |
| 2023  | The Game Awards 2023               | Legjobb szereplő (Melanie Liburd)                                                | Jelölve   | [ 48 ]        |
| 2023  | The Game Awards 2023               | Legjobb akció/kalandjáték                                                        | Jelölve   | [ 48 ]        |
| 2024  | 13th New York Game Awards          | Big Apple-díj az év játékának                                                    | Jelölve   | [ 49 ] [ 50 ] |
| 2024  | 13th New York Game Awards          | Herman Melville-díj a legjobb forgatókönyvért                                    | Jelölve   | [ 49 ] [ 50 ] |
| 2024  | 13th New York Game Awards          | Statue of Liberty-díj a legjobb világért                                         | Elnyerte  | [ 49 ] [ 50 ] |
| 2024  | 13th New York Game Awards          | Tin Pan Alley-díj a legjobb zenéért                                              | Jelölve   | [ 49 ] [ 50 ] |
| 2024  | 13th New York Game Awards          | Great White Way-díj a legjobb szereplésért (Melanie Liburd mint Saga Anderson)   | Elnyerte  | [ 49 ] [ 50 ] |
| 2024  | 27th Annual D.I.C.E. Awards        | Az év játéka                                                                     | Jelölve   | [ 51 ] [ 52 ] |
| 2024  | 27th Annual D.I.C.E. Awards        | Az év kalandjátéka                                                               | Jelölve   | [ 51 ] [ 52 ] |
| 2024  | 27th Annual D.I.C.E. Awards        | Kiemelkedő art direction                                                         | Elnyerte  | [ 51 ] [ 52 ] |
| 2024  | 27th Annual D.I.C.E. Awards        | Kiemelkedő audio design                                                          | Jelölve   | [ 51 ] [ 52 ] |
| 2024  | 27th Annual D.I.C.E. Awards        | Kiemelkedő karakter (Saga Anderson)                                              | Jelölve   | [ 51 ] [ 52 ] |
| 2024  | 27th Annual D.I.C.E. Awards        | Kiemelkedő zene                                                                  | Jelölve   | [ 51 ] [ 52 ] |
| 2024  | 27th Annual D.I.C.E. Awards        | Kiemelkedő történet                                                              | Jelölve   | [ 51 ] [ 52 ] |
| 2024  | 27th Annual D.I.C.E. Awards        | Kiemelkedő technika                                                              | Jelölve   | [ 51 ] [ 52 ] |
| 2024  | 22nd Visual Effects Society Awards | Kiemelkedő VFX, valós idejű projektben                                           | Elnyerte  | [ 53 ]        |
| 2024  | 24th Game Developers Choice Awards | Az év játéka                                                                     | Shortlist | [ 54 ] [ 55 ] |
| 2024  | 24th Game Developers Choice Awards | Legjobb narratíva                                                                | Jelölve   | [ 54 ] [ 55 ] |
| 2024  | 24th Game Developers Choice Awards | Legjobb technológia                                                              | Jelölve   | [ 54 ] [ 55 ] |
| 2024  | 24th Game Developers Choice Awards | Legjobb vizuális művészet                                                        | Elnyerte  | [ 54 ] [ 55 ] |
| 2024  | 24th Game Developers Choice Awards | Közönségdíj                                                                      | Jelölve   | [ 54 ] [ 55 ] |
| 2024  | 20th British Academy Games Awards  | Legjobb játék                                                                    | Jelölve   | [ 56 ] [ 57 ] |
| 2024  | 20th British Academy Games Awards  | Animáció                                                                         | Jelölve   | [ 56 ] [ 57 ] |
| 2024  | 20th British Academy Games Awards  | Művészet                                                                         | Elnyerte  | [ 56 ] [ 57 ] |
| 2024  | 20th British Academy Games Awards  | Hang                                                                             | Elnyerte  | [ 56 ] [ 57 ] |
| 2024  | 20th British Academy Games Awards  | Játék design                                                                     | Longlist  | [ 58 ]        |
| 2024  | 20th British Academy Games Awards  | Zene                                                                             | Jelölve   | [ 56 ] [ 57 ] |
| 2024  | 20th British Academy Games Awards  | Narratíva                                                                        | Jelölve   | [ 56 ] [ 57 ] |
| 2024  | 20th British Academy Games Awards  | Kiemelkedő technikáért                                                           | Jelölve   | [ 56 ] [ 57 ] |
| 2024  | 20th British Academy Games Awards  | Legjobb főszereplő (Ilkka Villi mint Alan Wake (Live Action + Mocap))            | Longlist  | [ 58 ]        |
| 2024  | 20th British Academy Games Awards  | Legjobb főszereplő (Matthew Porretta mint Alan Wake (Voice))                     | Longlist  | [ 58 ]        |
| 2024  | 20th British Academy Games Awards  | Legjobb főszereplő (Melanie Liburd mint Saga Anderson)                           | Longlist  | [ 58 ]        |
| 2024  | 20th British Academy Games Awards  | Legjobb mellékszereplő (James McCaffrey mint Alex Casey (Voice))                 | Longlist  | [ 58 ]        |
| 2024  | 20th British Academy Games Awards  | Legjobb mellékszereplő (Martti Suosalo mint Ahti)                                | Longlist  | [ 58 ]        |
| 2024  | 20th British Academy Games Awards  | Legjobb mellékszereplő (Sam Lake mint Alex Casey (Live Action + Mocap))          | Jelölve   | [ 56 ] [ 57 ] |
| 2024  | Nebula Awards                      | Legjobb forgatókönyv (Sam Lake, Clay Murphy, Tyler Burton Smith, Sinikka Annala) | Jelölve   | [ 59 ]        |
| 2024  | Hugo Awards                        | Legjobb játék vagy interaktív munka                                              | Függőben  | [ 60 ]        |
| 2024  | Game Audio Awards                  | Legjobb zene                                                                     | Elnyerte  | [ 61 ]        |

## Fordítás
Ez a szócikk részben vagy egészben  az   Alan Wake 2 című angol Wikipédia-szócikk ezen változatának fordításán alapul.  Az eredeti cikk szerkesztőit annak laptörténete sorolja fel. Ez a jelzés csupán a megfogalmazás eredetét és a szerzői jogokat jelzi, nem szolgál a cikkben szereplő információk forrásmegjelöléseként.